# Góra (miasto)
Góra (niem. Guhrau) – miasto w Polsce, w województwie dolnośląskim, siedziba władz powiatu górowskiego i gminy miejsko-wiejskiej Góra. Historycznie leżące na Dolnym Śląsku.
Góra uzyskała lokację miejską przed 1298 rokiem. W latach 1975–1998 miasto administracyjnie należało do woj. leszczyńskiego. Według danych Głównego Urzędu Statystycznego z 1 stycznia 2023 r. miasto miało 10 877 mieszkańców (362. miejsce w kraju). Jego powierzchnia wynosiła 13,65 km² (443. miejsce w kraju), natomiast gęstość zaludnienia 796,8 osób/1 km².

## Nazwa

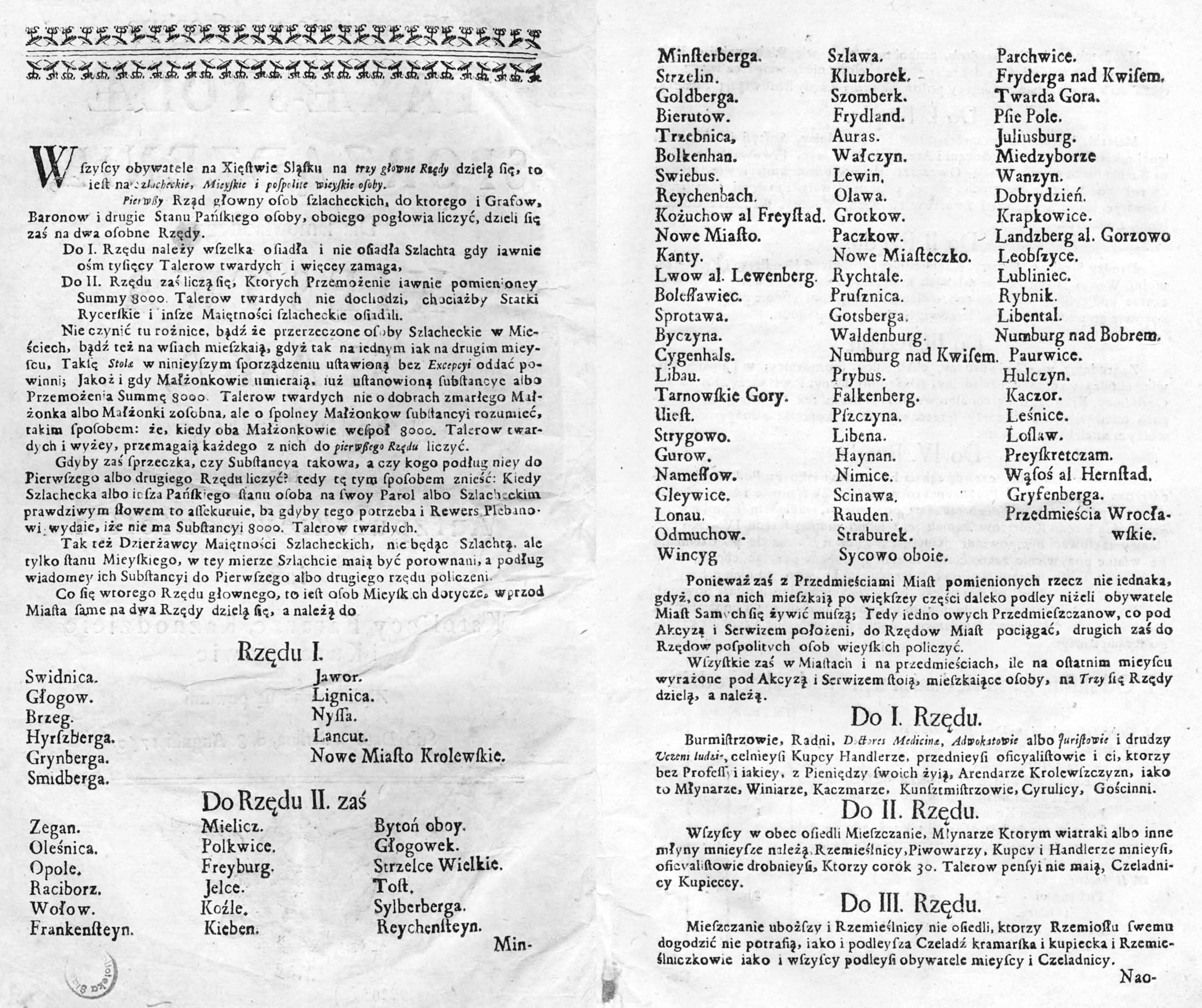
Góra jako „Gurow” wśród innych nazw śląskich miejscowości w urzędowym pruskim dokumencie z 1750 roku wydanym w języku polskim w Berlinie.

Nazwa miejscowości pochodzi od polskiej nazwy wypukłej formy ukształtowania terenu – Góry. Miejscowość została wymieniona w formie Gora w 1327 roku w łacińskim dokumencie wydanym w Górze. W 1475 r. w łacińskich statutach Statuta Synodalia Episcoporum Wratislaviensium miejscowość wymieniona jest w zlatynizowanych formach Gora oraz Gore. W roku 1613 śląski regionalista i historyk Mikołaj Henel z Prudnika wymienił miejscowość w swoim dziele o geografii Śląska pt. Silesiographia podając jej łacińskie nazwy: Gura, Gora.
W dziele Matthäusa Meriana pt. „Topographia Bohemiae, Moraviae et Silesiae” z 1650 r. miejscowość wymieniona jest pod trzema zgermanizowanymi nazwami Guhr, Guhra oraz Guhrau, którą autor tłumaczy na język niemiecki jako górę: „Stadt Name heisset auff Teutsch ein Berg”.
Słownik geograficzny Królestwa Polskiego wymienia dwie nazwy miejscowości – Góra oraz zgermanizowaną Guhrau W 1750 roku nazwa Gurow wymieniona jest w języku polskim przez Fryderyka II pośród innych miast śląskich w zarządzeniu urzędowym wydanym dla mieszkańców Śląska.
Nazwę Gurów w książce „Krótki rys jeografii Szląska dla nauki początkowej” wydanej w Głogówku w 1847 wymienił śląski pisarz Józef Lompa.

## Historia
Pierwsza wzmianka o wsi Góra pojawiła się już w 1155 r. w bulli papieża Hadriana IV, która opisuje posiadłości biskupstwa wrocławskiego (prawdopodobnie zapis dotyczy pobliskiej wsi Stara Góra). Nazwa miejscowości ma związek z położeniem na wzniesieniu terenu.
W II poł. XIII wieku w niewielkiej odległości od wsi zaczęła się tworzyć osada typu miejskiego. Lokacji Góry na prawie niemieckim dokonał książę Henryk III głogowski. Dokument lokacyjny zaginął; przypuszcza się, że nastąpiło to w 1288 r. lub 1289 r. Wówczas wieś Górę poczęto nazywać Starą Górą.
Rozwój miasta postępował bardzo szybko, gdyż w ciągu niewielu lat wykupiono od księcia szereg przywilejów: prawo targowe, handel solą i mennicę (poświadczona już w 1300 r.). W 1304 r. istniała już rada miejska z burmistrzem i rajcami. W 1319 r. Góra przeszła we władanie linii ścinawskiej Piastów śląskich, pod koniec XIV w. – Piastów cieszyńskich, a w 1506 r. – w ręce czeskie. W II poł. XV stulecia nawiedziły Górę dwa wielkie pożary. Pierwszy całkowicie spopielił miasto. Drugi ponownie zniszczył świeżo odbudowane budynki. Prawdopodobnie po drugim pożarze mieszczanie przystąpili do budowy gotyckiego ratusza. Jego wieża zachowała się jako dzwonnica wzniesionego później zboru ewangelickiego. Ten ślad ratusza zniknął bezpowrotnie w 1966 r., kiedy to zbór rozebrano do fundamentów, a na jego miejscu powstał skwer, na którym obecnie znajduje się Pomnik Wolności.
O zamożności Góry stanowiło sukiennictwo. Nabrało także dużego znaczenia młynarstwo wiatrakowe. Podstawowym czynnikiem warunkującym pomyślny rozwój gospodarczy było dogodne położenie geograficzne – tuż przy granicy z Polską – co pozwoliło utrzymywać bardzo korzystne stosunki handlowe. W II poł. XVI i w początkach XVII w. miasto przeżywało największy w swych dziejach rozkwit, była ośrodkiem sukiennictwa i młynarstwa. Przed wojną trzydziestoletnią Góra liczyła 5 tys. mieszkańców i posiadała 699 domów. Stawiało to ją w rzędzie śląskich miast średniej wielkości.
Wojna trzydziestoletnia przerwała ten rozwój. Obrządek luterański znalazł tu wielu wyznawców, toteż przymusowa rekatolicyzacja spowodowała, że z Góry i jej okolic wywędrowało 4 tys. protestantów, którzy osiedlili się w granicach państwa polskiego.

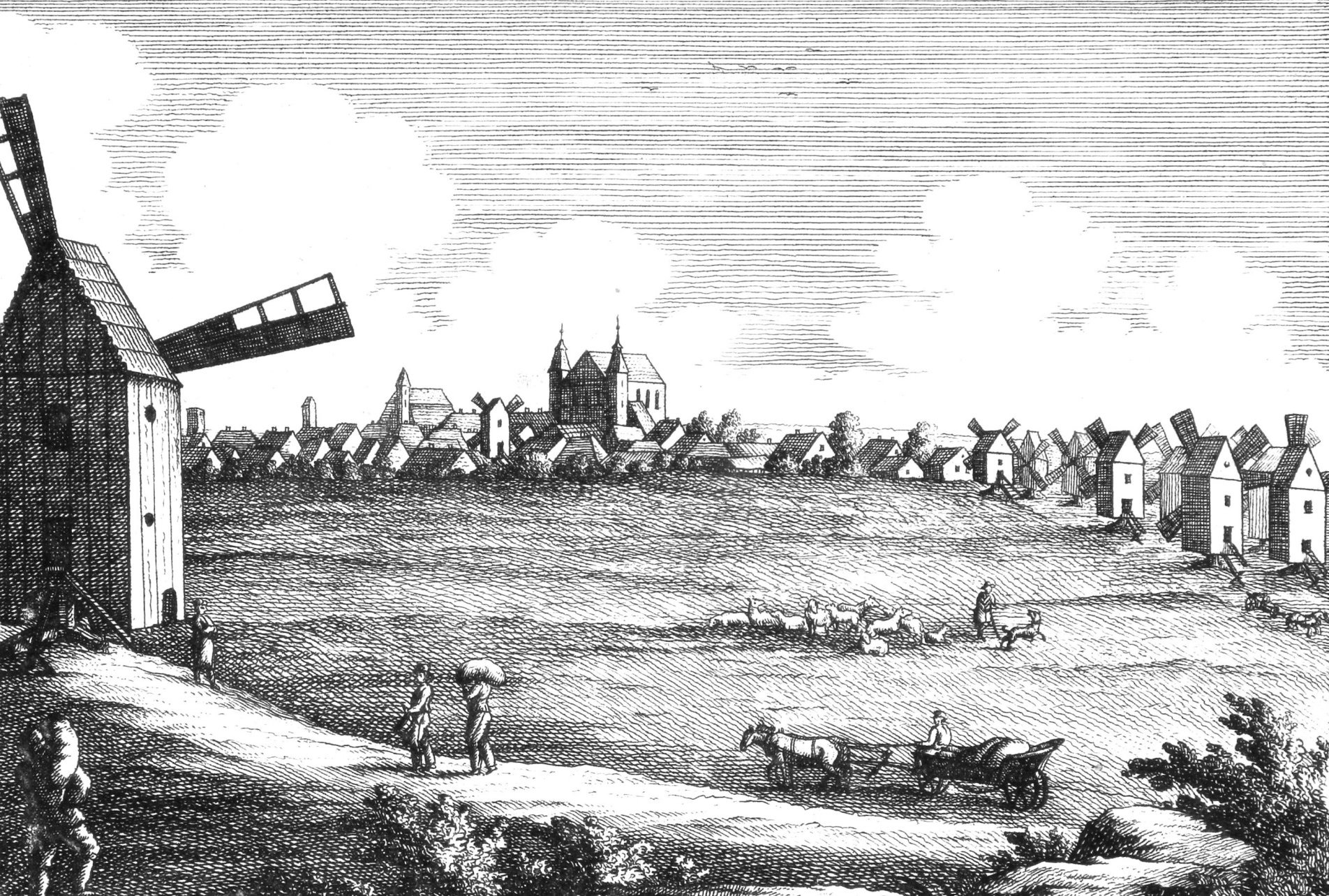
Widok Góry przed 1819 r.

W styczniu 1741 r. Góra wraz z innymi miastami śląskimi przeszła pod panowanie pruskie. W czasie wojny siedmioletniej miasto spotkała największa w jego historii klęska żywiołowa. W 1759 r. zostało podpalone przez wojska rosyjskie i doszczętnie strawione przez ogień. Dopiero po 25 latach odbudowa dobiegła końca. Zabudowano nawet puste place, które pozostały po wojnie trzydziestoletniej. Na przełomie XVIII i XIX stulecia położenie gospodarcze Góry zaczęło się zmieniać. Zmalała rola sukienników. Wpłynął na to z jednej strony rozwój przemysłu tekstylnego, z drugiej – protekcjonizm władz rosyjskich. Główną rolę zaczęło odgrywać młynarstwo i handel artykułami żywnościowymi.

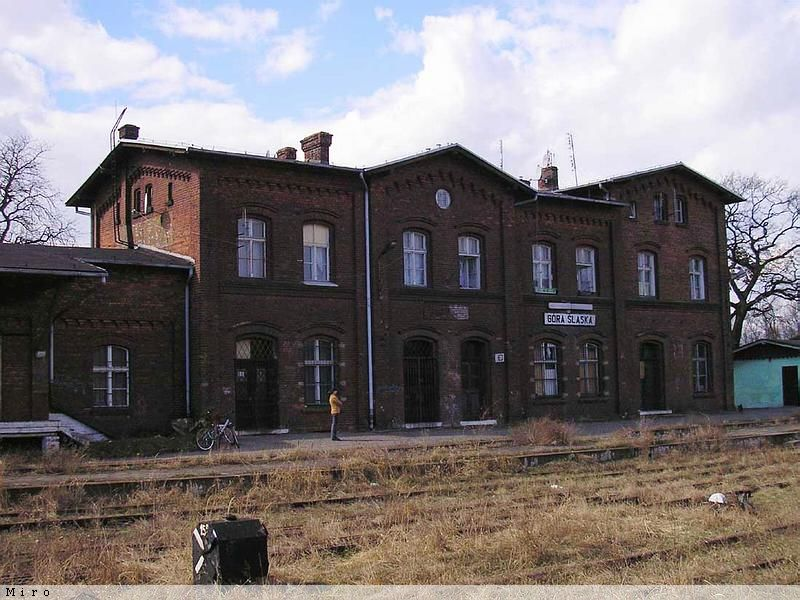
Nieczynny dworzec kolejowy

14 grudnia 1885 r. Góra Śląska została połączona jednotorową linią kolejową z Bojanowem o długości 15,2 km. W październiku 1906 r. otwarto 35-kilometrową, jednotorową linię kolejową do Odrzycka, dzięki czemu Góra uzyskała połączenie z resztą sieci kolejowej Dolnego Śląska (w latach 1920–1939 z powodu wytyczenia granicy polsko-niemieckiej zamknięto 5,4 km odcinek Bojanowo-Zaborowice). W styczniu 1992 zawieszono przewozy pasażerskie na całej 50-km linii kolejowej Bojanowo-Góra Śląska-Odrzycko.
W pobliżu stacji kolejowej wzniesiono największy zakład przemysłowy Góry – cukrownię (1889). W tym czasie powstały także mleczarnia (1882), młyn parowy z piekarnią (1892) i rzeźnia (1892) – oparte na rolniczym zapleczu.
Po I wojnie światowej powstanie granicy niemiecko-polskiej podkopało egzystencję ekonomiczną Góry. W okresie międzywojennym stała się miastem prowincjonalnym. W wyniku przegranej przez Niemcy II wojny światowej Góra wraz z całym Dolnym Śląskiem weszła w skład państwa polskiego. Została zasiedlona przede wszystkim przez Polaków z ziem przyłączonych do Związku Radzieckiego. Niedługo po wojnie wyburzono ratusz.

### Kalendarium

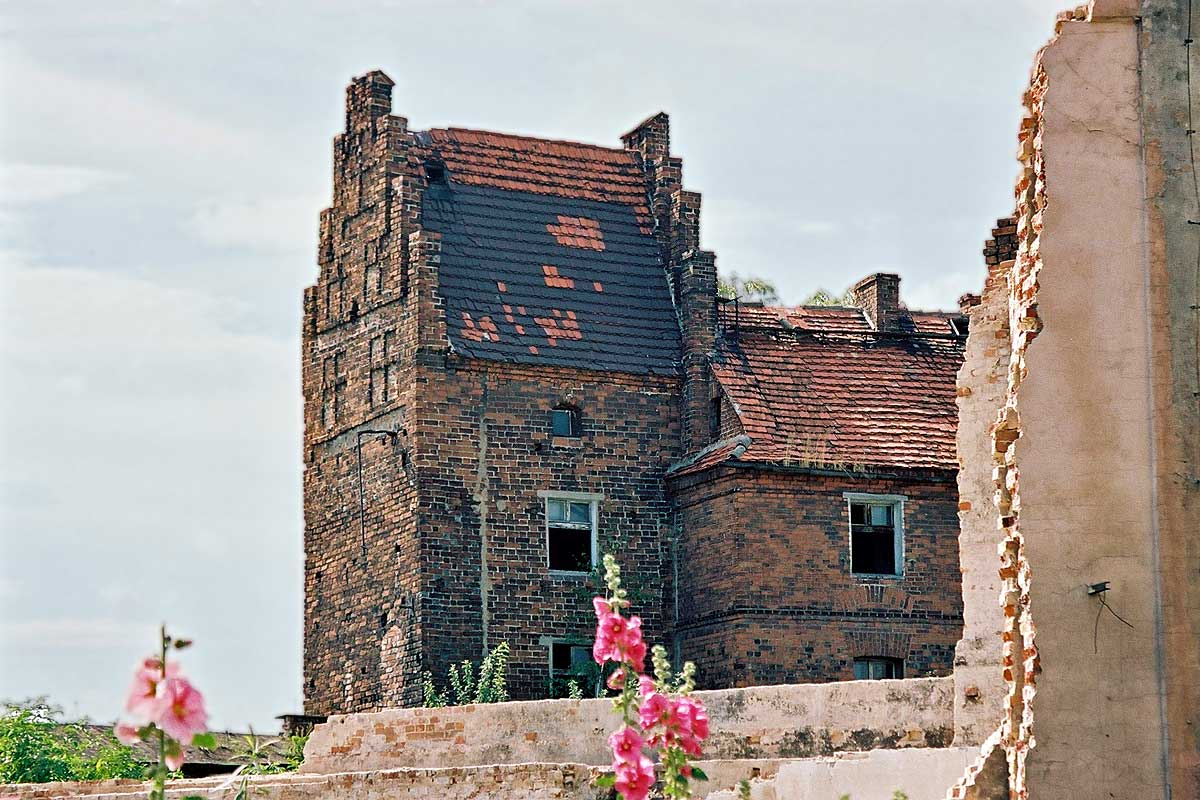
Zamek w Górze

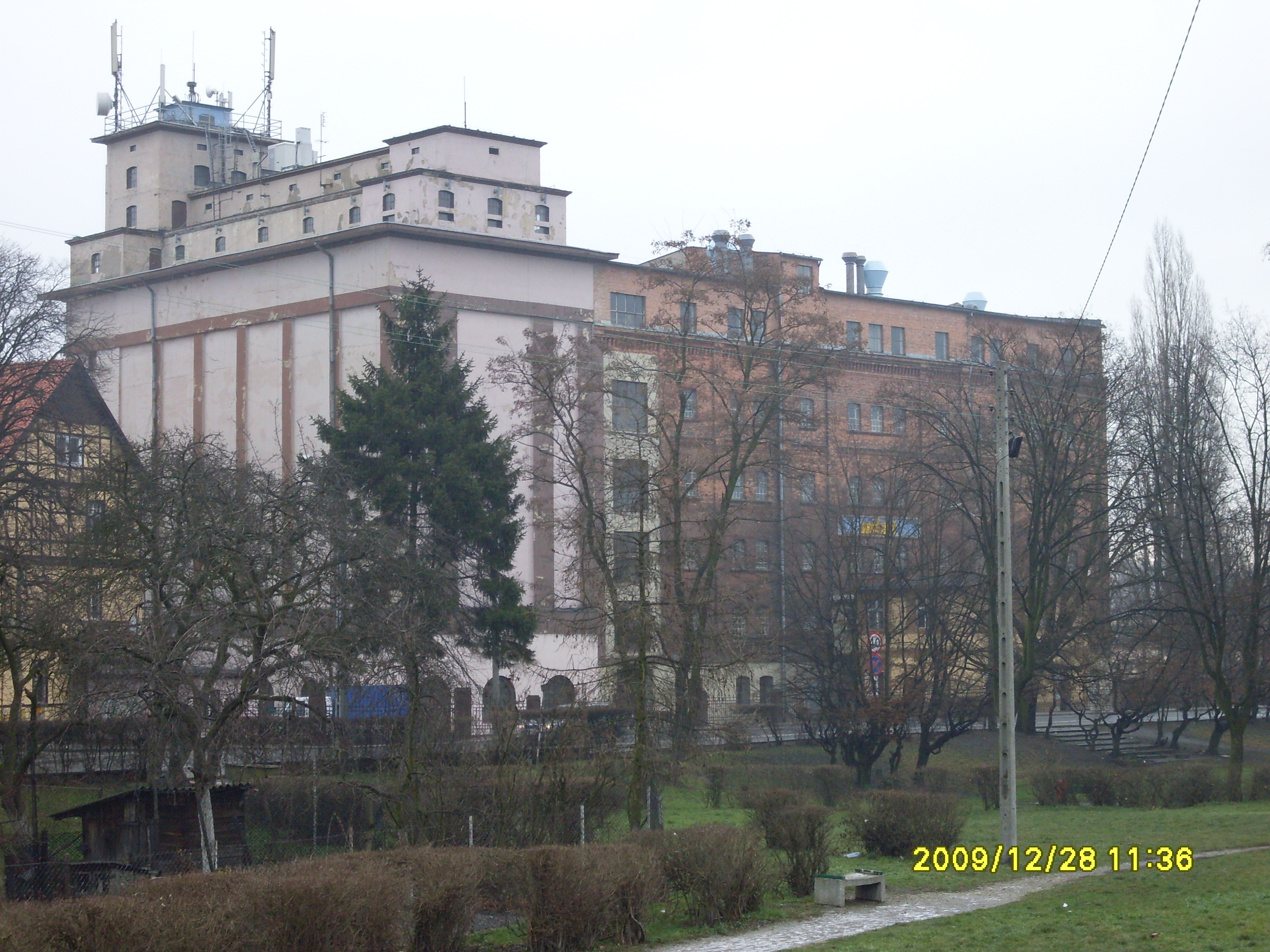
Młyn w Górze

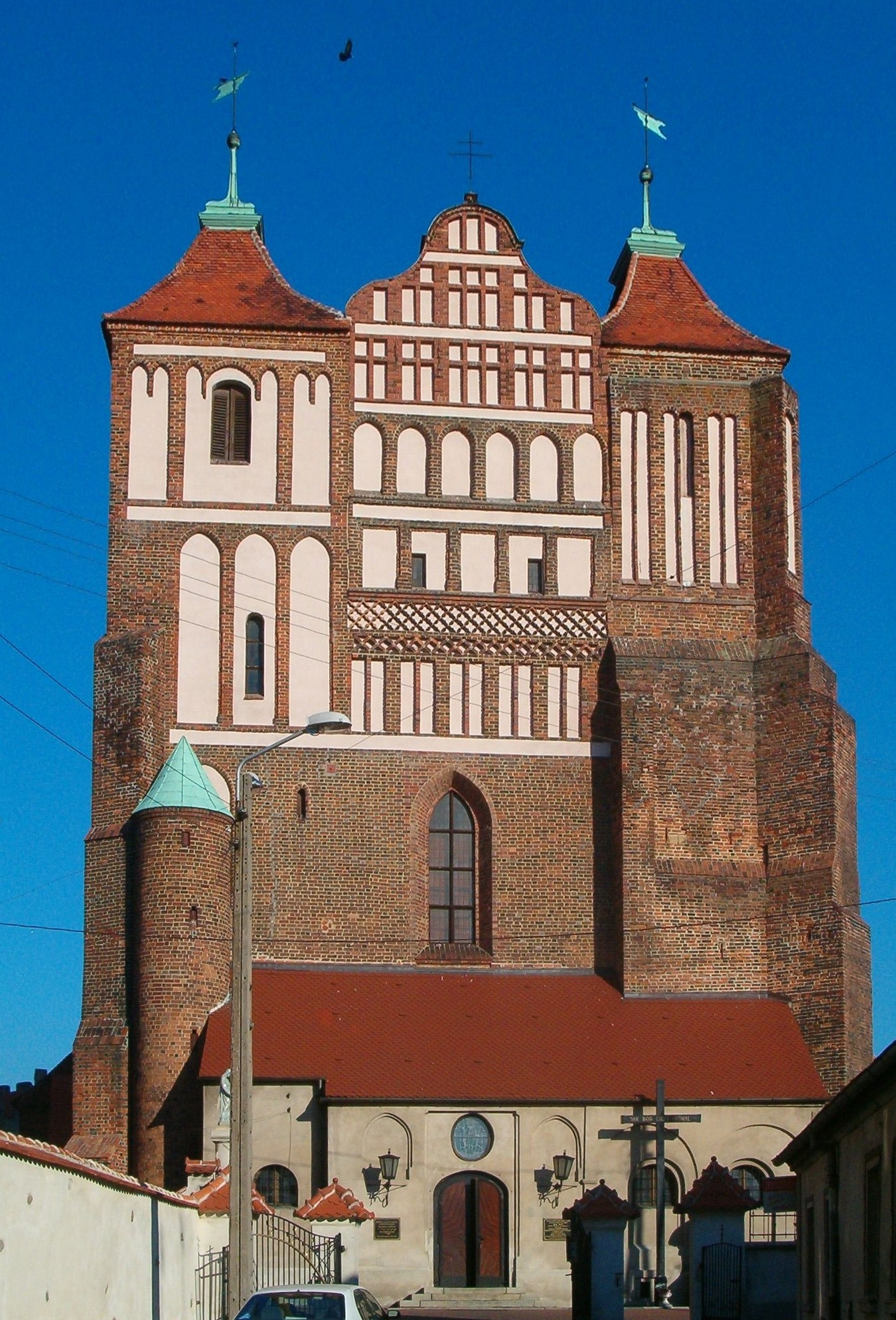
Kościół pw. św. Katarzyny w Górze

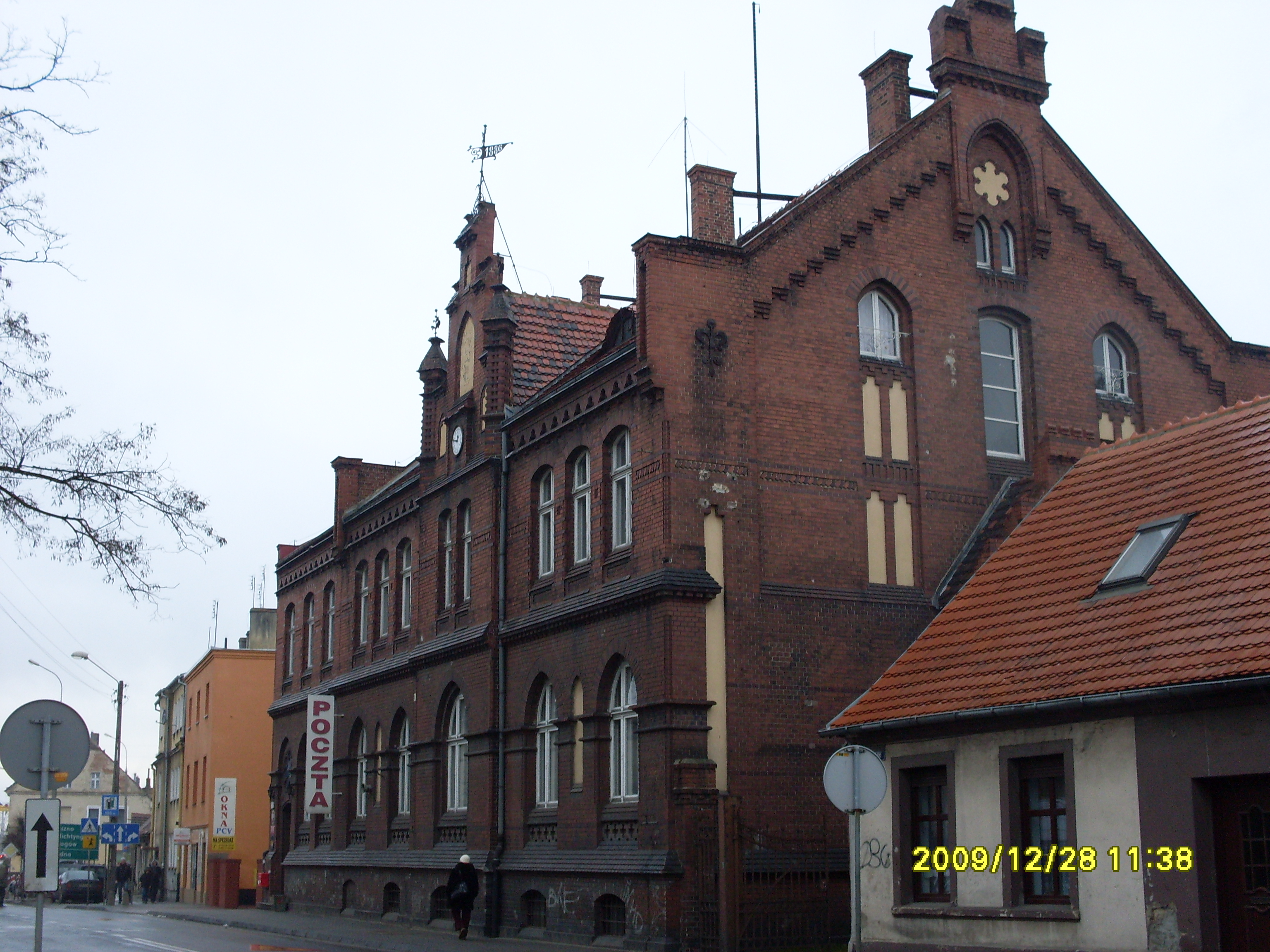
Budynek poczty w Górze

- 1155 – pierwsza źródłowa informacja o wsi Góra (w bulli papieża Hadriana IV). Na gruntach tej wsi powstało później miasto.
- 1288/1289 – lokacja miasta Góra dokonana przez księcia Henryka III głogowskiego. Wieś Góra dla odróżnienia zaczęto zwać Starą Górą.
- 1300 – mieszczanie górowscy odkupili od księcia Henryka mennicę, prawo targowe i prawo targu solą – przywileje bardzo znaczące dla rozwoju ekonomicznego miasta. W mennicy bito kwartniki i halerze.
- 1310 – Góra stała się ośrodkiem administracji książęcej, któremu podlegało ponad 30 okolicznych wsi (m.in. w zakresie sądownictwa). W tymże samym roku Góra przystąpiła do konfederacji miast księstwa głogowskiego utworzonej przeciw bandytom, złodziejom i innym przestępcom.
- 1329 – ówczesny właściciel Góry książę Jan ścinawski przekazał swoje księstwo w lenno królowi Czech Janowi Luksemburczykowi. Od tego czasu Góra jeszcze wielokrotnie będzie zmieniała właściciela.
- 1343 – z tego roku pochodzi pierwsza wiadomość o istnieniu w Górze szkoły parafialnej.
- 1375 – miasto zostało podzielone na dwie części. Jedna z nich należała do króla Czech Wacława, a druga do książąt głogowskich i żagańskich.
- 1389 – w Górze funkcjonowały 4 cechy rzemieślnicze: sukienników, rzeźników, szewców i piekarzy.
- 1404 – miasto stało się lennem, a następnie własnością książąt cieszyńskich.
- 1457 – pierwszy z wielkich pożarów miasta, w wyniku którego Góra została praktycznie całkowicie zniszczona.
- 1458 – książę Włodko nadał zakonowi franciszkanów grunty we wsi Kajęcin – z przeznaczeniem na klasztor.
- 1478 – kolejny pożar, w odbudowywanym mieście ocalało tylko 40 domów, kościół i młyn.
- 1480 – walki o miasto i księstwo głogowskie pomiędzy Janem Żagańskim a Małgorzatą Cylejską, wdową po Władysławie głogowskim, do którego Góra od 1442 należała.
- 1491 – właścicielem Góry jest Jan Olbracht, późniejszy król Polski.
- 1499 – namiestnikiem na Śląsku i w księstwie głogowskim jest Zygmunt, późniejszy król Zygmunt I Stary.
- 1508 – inkorporacja księstwa głogowskiego (w tym Góry) do korony czeskiej, dokonana przez króla Czech i Węgier Władysława Jagiellończyka.
- 1526 – miasto wraz z okręgiem znalazło się pod panowaniem Habsburgów austriackich.
- 1528 – wprowadzenie reformacji w powiecie górowskim
- 1567 – cesarz Maksymilian II w Pradze potwierdził wszystkie wcześniej uzyskane przez Górę prawa i przywileje.
- 1577 – podobnego potwierdzenia praw Góry dokonał kolejny władca, cesarz Rudolf II w Wiedniu.
- 1581 – z tego roku pochodzi najstarszy zachowany akt prawny dotyczący Górowskiego Bractwa Strzeleckiego.
- 1590 – w Górze powstała pierwsza apteka.
- 1597 – w Górze istniało kilkanaście cechów: sukienników, rzeźników, szewców, piekarzy, krawców, kuśnierzy, ślusarzy i kowali, płatnerzy, rękawiczników, stolarzy, kołodziejów i stelmachów, garncarzy, tkaczy i 1 cech wspólny dla pozostałych rzemieślników. Najznaczniejszym był cech sukienników.
- 1601 – miasto wykupiło od cesarza lenno zamkowe, tzn. przywileje, daniny, opłaty i prawa, z których dochody znacznie wzbogaciły kasę miejską.
- 1618 – w Europie rozpoczęła się wojna trzydziestoletnia, która nie ominęła Góry i była przyczyną jej ekonomicznego upadku.
- 1618/1621 – w Górze działała oficyna drukarska. Z tego okresu zachowały się trzy druki muzyczne[14].
- 1626 – w mieście stacjonowały wojska Mansfelda, Wallensteina, Lichtensteina. Mieszkańcy zobowiązani byli do świadczeń na ich utrzymanie.
- 1629 – znaczne wyludnienie miasta (rekatolicyzacja – ewangelicy wyemigrowali do pobliskiego Leszna, Wschowy, Bojanowa, Rawicza, Jutrosina, Zaborowa, Szlichtyngowy).
- 1632-1635 – w Górze stacjonowały wojska saksońskie, brandenburskie i szwedzkie. Miasto dotkliwie odczuło ich pobyt.
- 1653/1654 – postępująca rekatolicyzacja. W powiecie Góra w ręce katolików powróciło 20 kościołów.
- ok. 1660 – słynny proces o czary, jeden z ostatnich w księstwie głogowskim. Górowski grabarz Hennig posądzony o konszachty z diabłem zostaje spalony na stosie.
- 1707–1741 – ewangelicy górowscy, którzy ponownie pojawili się w mieście, z braku świątyń dla nich przeznaczonych zbierali się na modły na łąkach, pod lasami.
- 1741 – Góra wraz ze Śląskiem przeszła we władanie pruskie. W mieście utworzony został garnizon huzarów (1 szwadron).
- 1759
  - w mieście i na przedmieściach zamieszkiwało 3361 mieszkańców.
  - trzeci wielki pożar Góry. Miasto zostało podpalone przez wojska rosyjskie. Odbudowa trwała do 1784.
- 1765 – na wieży ratuszowej zainstalowano zegar miejski.
- 1770 – średniowieczne mury miejskie okalające miasto zostały częściowo rozebrane, a fosa zasypana. Na tym miejscu powstały ogrody.
- 1791 – miasto odwiedził (podróżujący po Śląsku) król Fryderyk Wilhelm II.
- 1798 – wybudowanie nowego budynku szkolnego w miejsce czterech mniejszych, spalonych w trakcie pożaru.
- 1802 – Góra liczy 2790 mieszkańców.
- 1812 – w miejsce zlikwidowanego garnizonu powstała Gwardia Obywatelska skupiająca mężczyzn do 40 roku życia.
- 1816 – początek tradycji świętowania zwycięstwa nad Napoleonem, które stało się w Górze lokalnym świętem o charakterze zabawy ludowej, znanym jako Guhrauer Kinderfest („górowskie święto dzieci”); odbywało się zawsze w sierpniu, a od 1830 r. – w lipcu, z przerwą w latach 1914–1920.[15]
- 1945 – W rejonie Góry 28 stycznia żołnierze 25 Korpusu Pancernego i oddziały 4 Armii Pancernej gen. Leluszenki zlikwidowały oddziały niemieckie planujące wycofanie za rzekę Odrę[16].
- 1945 – miasto włączono do Polski
- 1946 – urzędowo ustalono nazwę Góra[17]
- lata 60 XX-wieku – powstanie filii wrocławskich zakładów Mera-Elwro i  Dolnośląskiej[11]

## Demografia
Piramida wieku mieszkańców Góry w 2014 roku.

## Zabytki

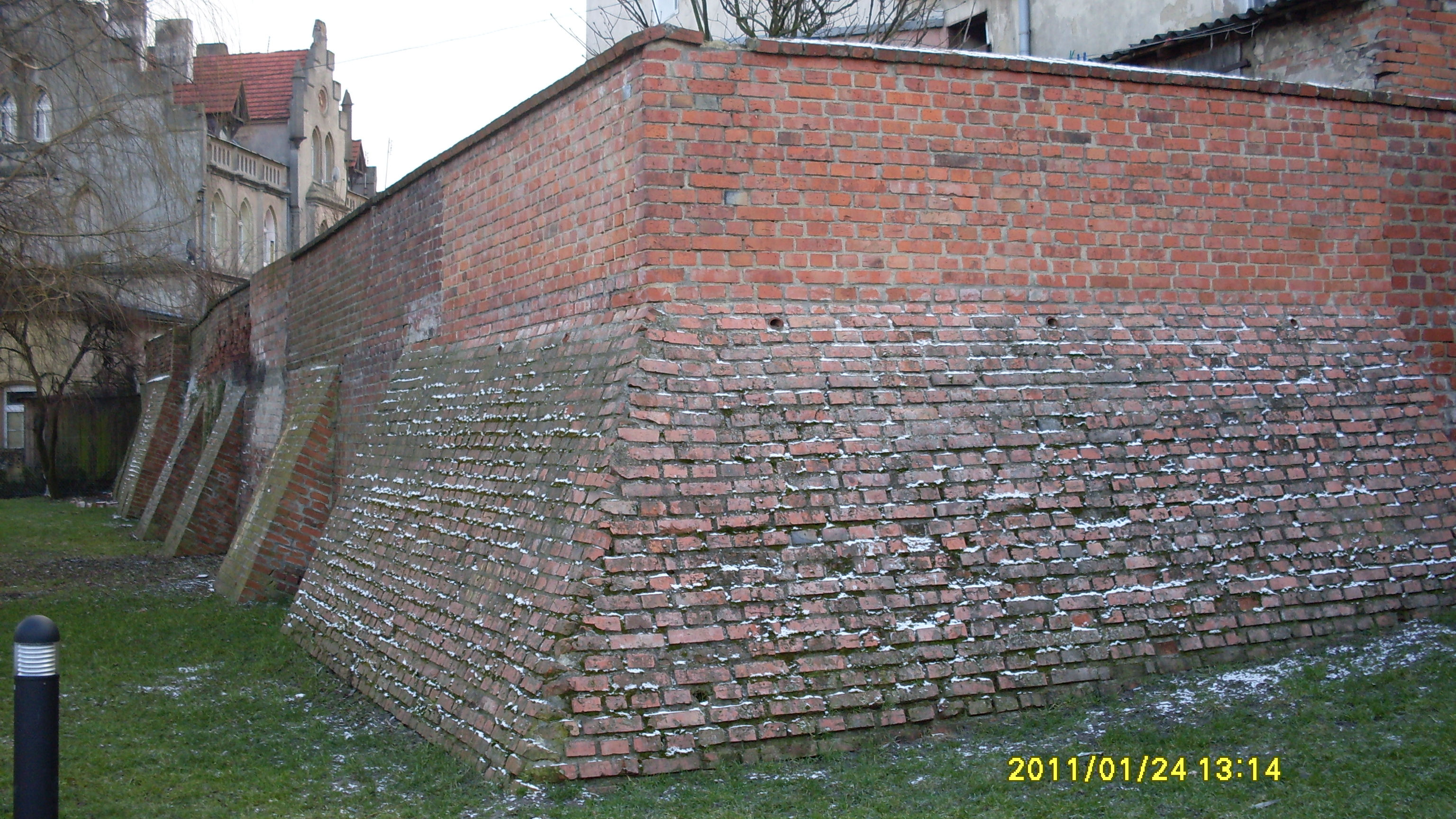
Mury obronne w Górze Śląskiej

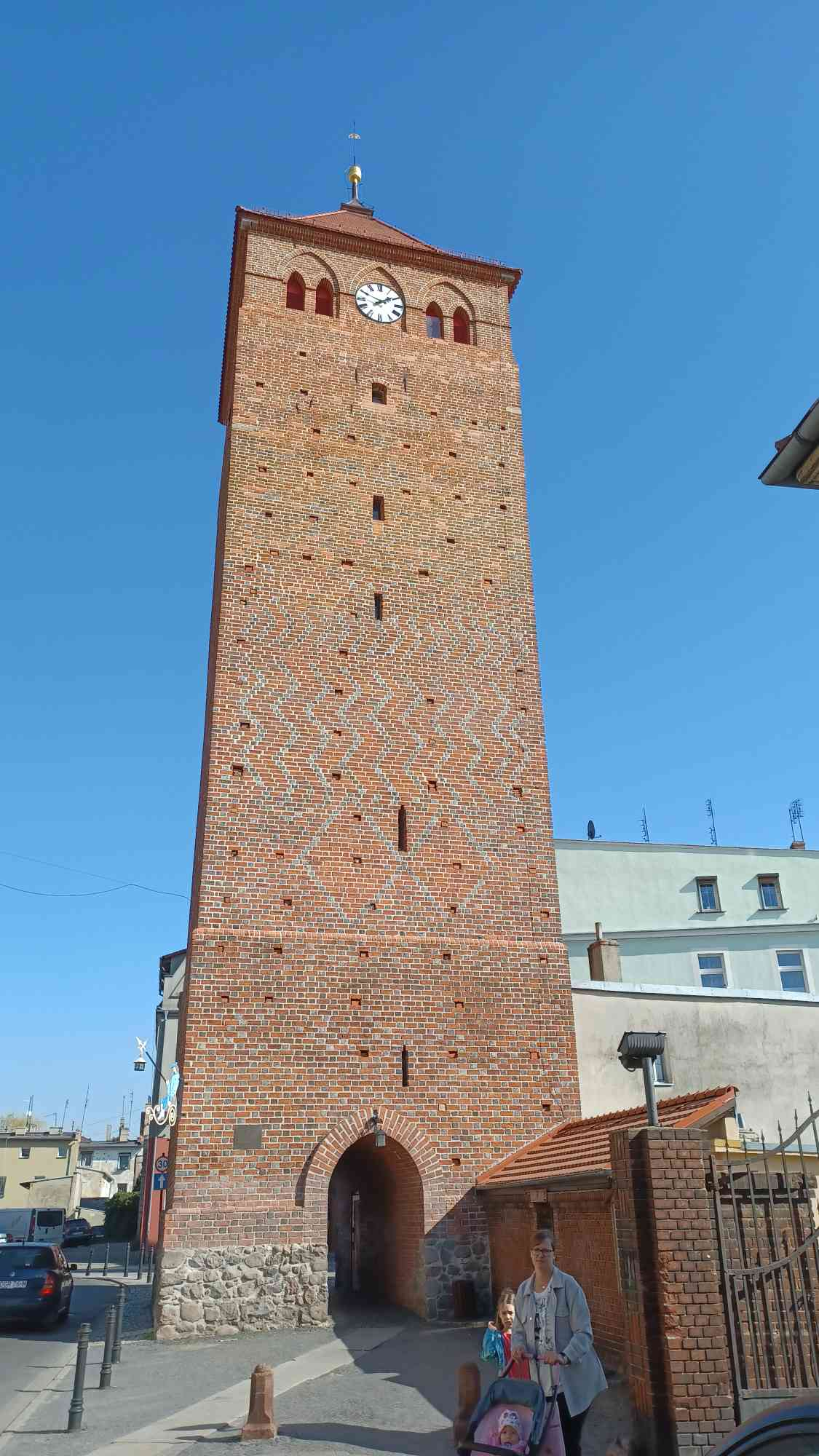
Wieża Głogowska w Górze

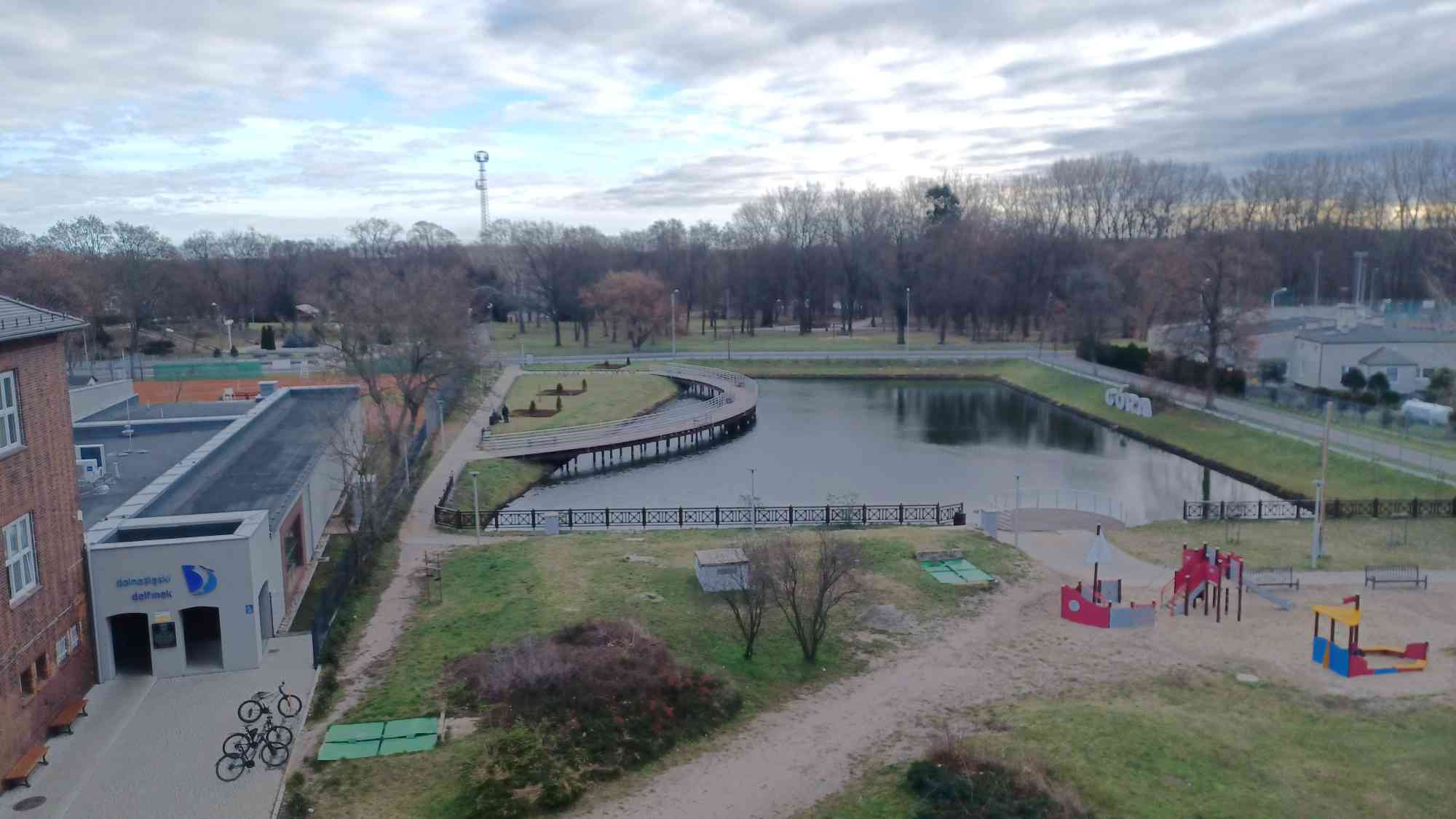
Kompleks wypoczynkowy w południowej części miasta.

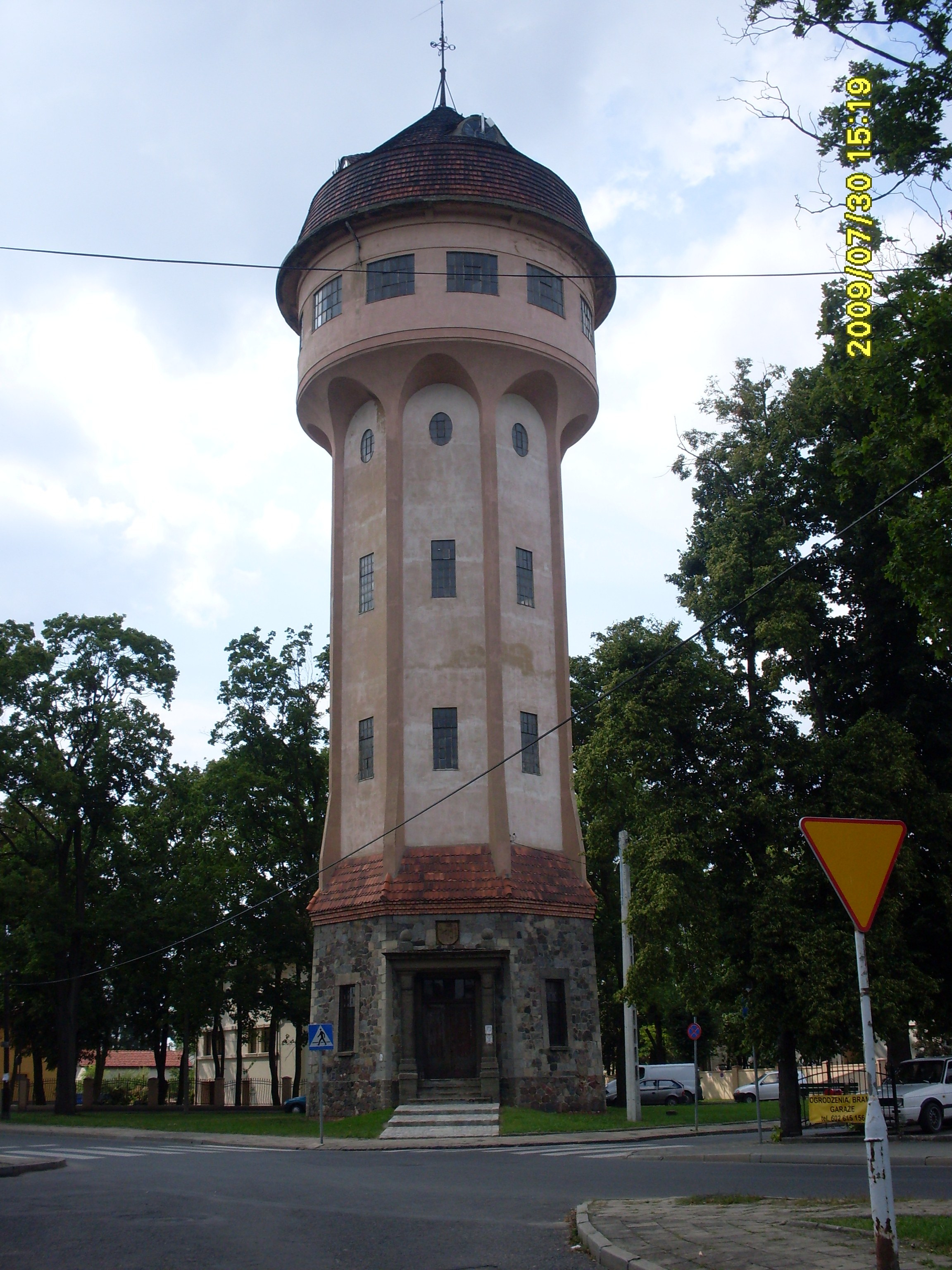
Wieża ciśnień w Górze

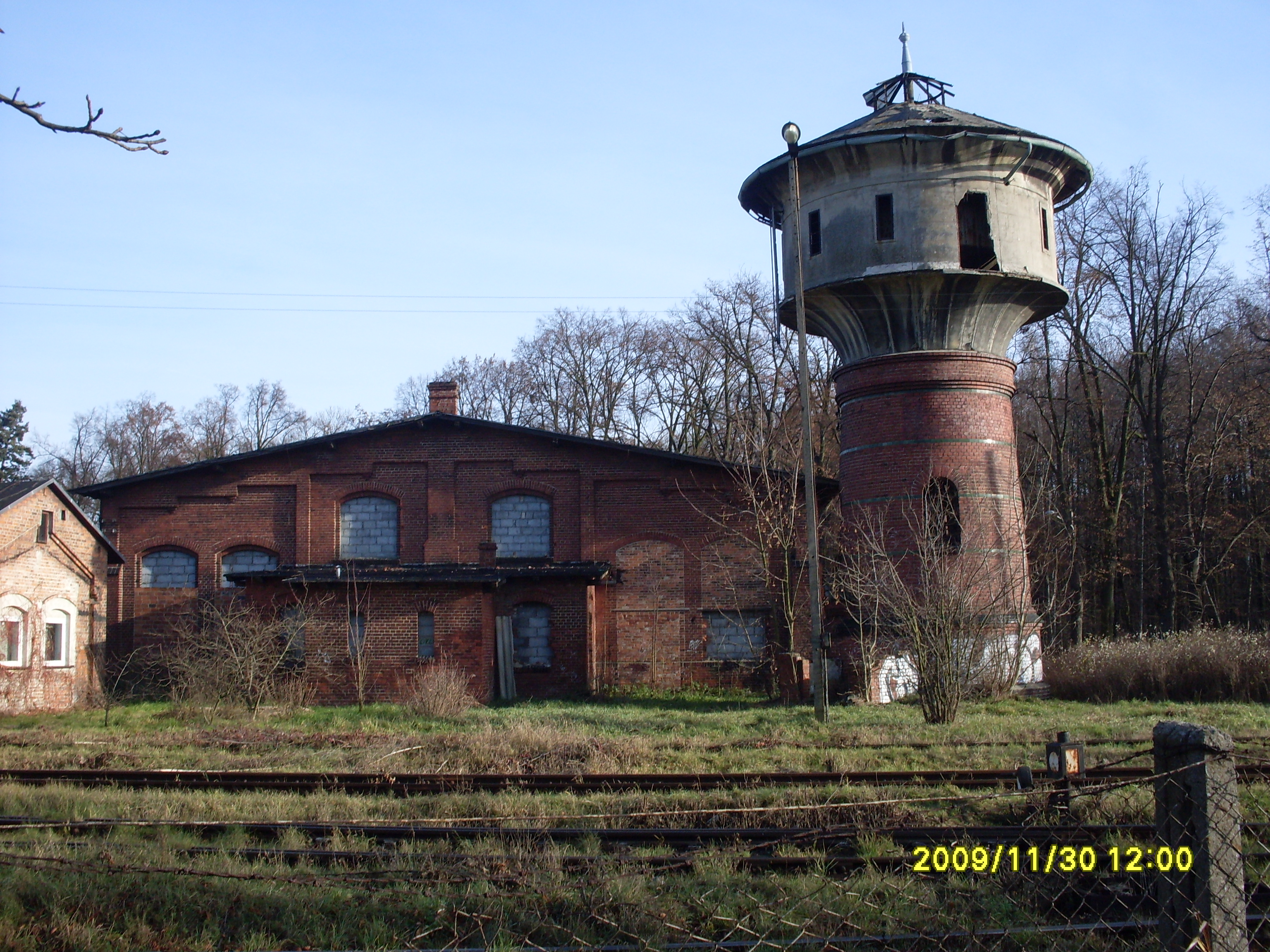
Kolejowa wieża ciśnień

Do wojewódzkiego rejestru zabytków wpisane są obiekty:
- zespół budowlany i założenie urbanistyczne, z XIV-XIX wieku
- kościół pw. św. Katarzyny Aleksandryjskiej z lat 1460–1550 – XV/XVI wieku, przebudowany w połowie XVIII wieku i w 1968 roku, parafialny
- kościół cmentarny pw. Bożego Ciała, z XV/XVI wieku, przebudowany w latach 1690–1694, 1705 r.
- dawna wieża – baszta obronna pełniąca także funkcję więzienia, uznawana również za relikt zamku z XIV/XVI wieku
- brama – wieża głogowska, z XIV-XIX wieku przebudowywana do 1915 roku
- dom, ul. Bolesława Chrobrego 22, z początku XVIII wieku, przebudowany w XIX/XX wieku
- dom, ul. Piłsudskiego 29, z początku XIX wieku
- szkoła, ul. Poznańska 2, z lat 1923–1928
- dwa domy, ul. Starogórska 17 i 19, z pierwszej połowy XIX wieku
- dom, ul. Ściegiennego 27, z XVIII wieku, przebudowany w XIX/XX wieku
- dom z pozostałością Bramy Polskiej, ul. Wrocławska 1, z XV wieku, przebudowany w XVIII wieku i XIX/XX wieku
- wiatrak-młyn, ul. Sikorskiego 25, z XV/XVI wieku, przebudowany w drugiej połowy XIX wieku

inne zabytki:
- cmentarz żydowski
- mury obronne, z XV wieku
- wieża ciśnień
- budynek Poczty Polskiej
- budynek przy ulicy Podwale, z 1887 roku
- budynek na ulicy Zielonej, z 1917 roku
- Urząd Miasta w Górze.

## Klimat (1979-2013)
Średnie miesięczne ciśnienie atmosferyczne waha się od 1014,4 hPa (IV) do 1018,2 hPa (I), największy zanotowany wzrost ciśnienia 24 hPa, największy spadek 29 hPa.
Średnia roczna prędkość wiatru wynosi 4,0 m/s. Najmniejsze średnie zachmurzenie osiąga 48% (VIII), największe 75% (XII), średnie roczne 60%.
Średnia roczna temperatura powietrza osiąga +8,9 °C. W przebiegu rocznym najchłodniejszy jest styczeń (–0,9 °C), najcieplejszy lipiec (+18,7 °C). Najwyższą maksymalną temperaturę zanotowano 10 sierpnia 1992 (+37,5 °C), najniższą temperaturę minimalną 14 stycznia 1987 (–28,0 °C).
Absolutna amplituda temperatury powietrza osiągnęła 65,5 °C. W ciągu roku występuje 45 dni gorących, czyli takich, w których maksymalna temperatura przekracza 25 °C, z czego 8 to dni upalne z temperaturą powyżej 30 °C; czasami zdarzają się w Górze dni bardzo upalne, podczas których maksymalna temperatura przekracza 35 °C. Najdłuższe fale upałów nad miastem wystąpiły:
- 6–11 VIII 1992 r. (6 dni)
- 22 VII – 2 VIII 1994 r. (12 dni)
- 18–28 VII 2006 r. (11 dni)
- 25–29 VII 2008 r. (5 dni)
- 10–17 VII 2010 r. (8 dni)[19]

Najwięcej dni upalnych (z temperaturą maksymalną powyżej 30 °C) zanotowano w 1994 r. – aż 22 dni, z czego 14 w lipcu 1994. Latem występują bardzo rzadko tzw. tropikalne noce, kiedy temperatura minimalna nie spada poniżej 20 °C. Zdarzają się one na przełomie lipca i sierpnia. Najwyższą minimalną temperaturę w Górze zanotowano 29 VII 2013 r. i było to 21,1 °C.
Dni mroźnych, z ujemną temperaturą maksymalną (poniżej 0 °C) jest w Górze tylko 26 rocznie. Średnia roczna suma opadu wynosi 506 mm.
Największe średnie miesięczne sumy opadu 76 mm (VII), najmniejsze 28 mm (II). Notowanych jest średnio 107 dni z opadem w roku (z maksimum w lecie).
| Miesiąc                                 | Sty   | Lut   | Mar   | Kwi  | Maj  | Cze  | Lip  | Sie  | Wrz  | Paź  | Lis   | Gru   | Roczna |
| --------------------------------------- | ----- | ----- | ----- | ---- | ---- | ---- | ---- | ---- | ---- | ---- | ----- | ----- | ------ |
| Rekordy maksymalnej temperatury [°C]    | 15.0  | 18.7  | 22.1  | 30.0 | 30.9 | 35.5 | 36.9 | 37.5 | 30.4 | 26.1 | 18.6  | 14.9  | 37,5   |
| Średnie temperatury w dzień [°C]        | 2.0   | 3.3   | 8.1   | 14.3 | 19.8 | 22.4 | 24.5 | 24.3 | 19.3 | 13.8 | 7.1   | 3.2   | 13,5   |
| Średnie dobowe temperatury [°C]         | -0.9  | -0.2  | 3.7   | 8.7  | 13.9 | 16.7 | 18.7 | 18.3 | 13.9 | 9.1  | 3.9   | 0.6   | 8,9    |
| Średnie temperatury w nocy [°C]         | -4.0  | -3.5  | -0.3  | 3.2  | 7.8  | 11.1 | 12.9 | 12.5 | 9.0  | 4.9  | 0.8   | -2.2  | 4,3    |
| Rekordy minimalnej temperatury [°C]     | -28.0 | -24.3 | -17.1 | -6.7 | -3.2 | 1.7  | 4.5  | 4.6  | 0.0  | -6.9 | -13.1 | -20.7 | −28,0  |
| Opady [mm]                              | 31    | 28    | 35    | 30   | 46   | 56   | 76   | 63   | 41   | 30   | 34    | 36    | 506    |
| Średnia liczba dni z opadami            | 9     | 8     | 9     | 7    | 9    | 10   | 11   | 10   | 8    | 7    | 9     | 10    | 107    |
| Źródło: Na podstawie 35-lecia 1979-2013 |       |       |       |      |      |      |      |      |      |      |       |       |        |

## Wspólnoty wyznaniowe
Na terenie miasta znajdują dwie parafie kościoła rzymskokatolickiego: parafia św. Faustyny w Górze Śląskiej i parafia św. Katarzyny Aleksandryjskiej w Górze Śląskiej oraz Zbór Świadków Jehowy z Salą Królestwa.

## Miasto partnerskie

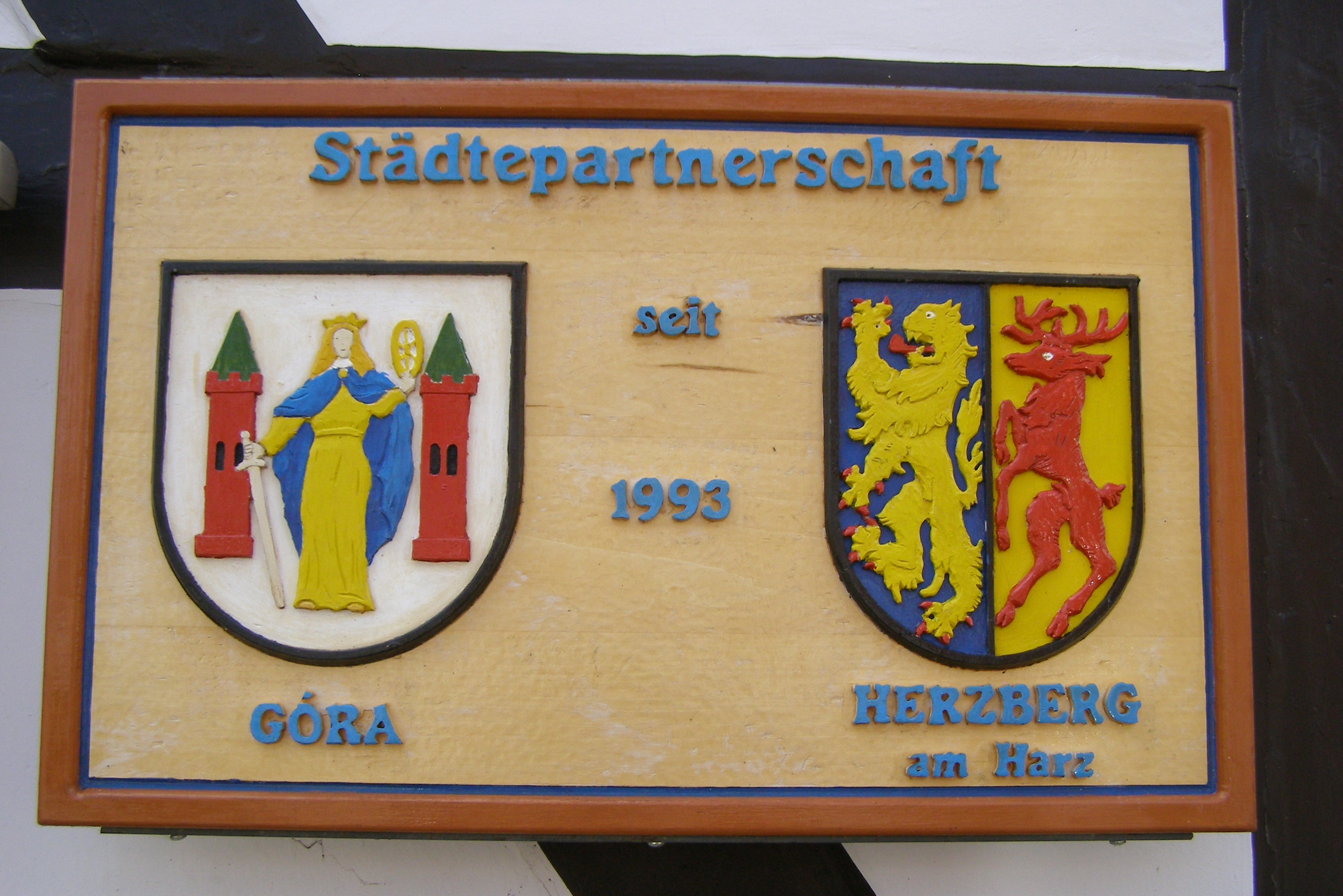
Tablica informująca o partnerstwie na ratuszu w Herzberg am Harz

- Herzberg am Harz[23]